# Uppgörelsen (1989)
Uppgörelsen (originaltitel: Casualties of War) är en amerikansk krigsfilm från 1989 i regi av Brian De Palma.

## Handling
Filmen är baserad på den sanna historien om mordet på Phan Thi Mao, som utförs av en grupp amerikanska soldater under Vietnamkriget när de är ute på ett uppdrag för att leta efter fiender.
Soldaterna kidnappar den sydvietnamesiska flickan Phan Thi Mao (Tran Thi Oanh) från en liten by i syfte att våldta henne. Fyra av soldaterna våldtar flickan men den femte, menige Eriksson (Michael J. Fox) vägrar. Till slut mördas flickan, och menige Eriksson beslutar sig för att de andra soldaterna ska straffas för sina handlingar. Han stöter dock på problem och betraktas som förrädare.
Filmen innehåller ett flertal mycket obehagliga scener men ger insyn i de många fall där amerikanska soldater var inblandade i övergrepp mot den vietnamesiska civilbefolkningen.

## Om filmen
Uppgörelsen regisserades av Brian De Palma och är baserad på en bok skriven av Daniel Lang, vilken i sin tur baseras på en artikel han skrev om händelsen.
Ennio Morricone har komponerat musiken i filmen och nominerades till en Golden Globe för sitt arbete.

## Nyckelrepliker
- Even in war... murder is murder.
- Even if these four guys get convicted they won’t do any real time.

## Rollista i urval
- Michael J. Fox – Eriksson
- Sean Penn – sergeant Tony Meserve
- John C. Reilly – Herbert Hatcher
- John Leguizamo – Antonio Diaz
- Ving Rhames – löjtnant Reilly
- Thuy Thu Le – Thị Oanh Thân, den vietnamesiska flickan
- Dale Dye – kapten Hill